# Віконт Ліффорд

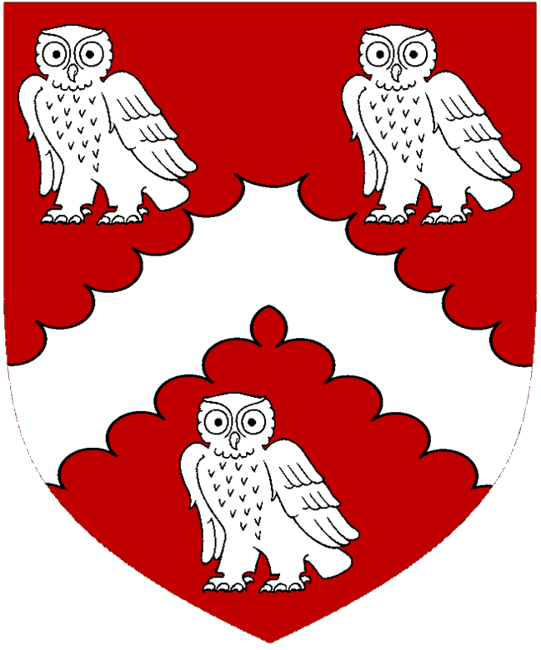
Герб віконтів Ліффорд.

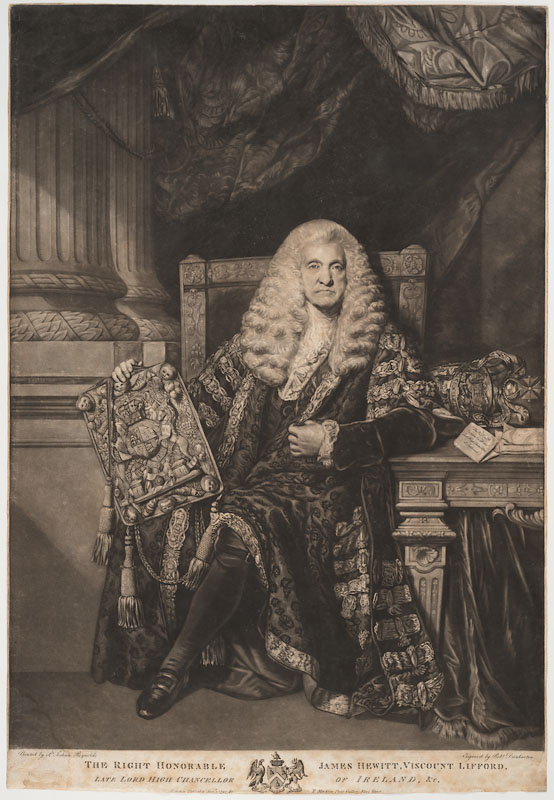
Джеймс Х’юїт – І віконт Ліффорд.

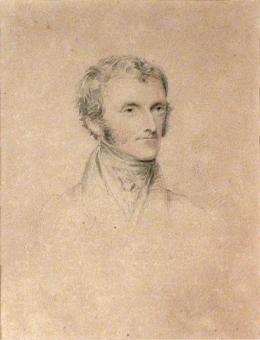
Джеймс Х’юїт – ІІІ віконт Ліффорд.

Віконт Ліффорд (англ. – Viscount Lifford) – аристократичний титул в перстві Ірландії. 

## Історія віконтів Ліффорд
Титул віконт Ліффорд в перстві Ірландії був створений в 1781 році для Джеймса Х’юїта – І барона Ліффорд, лорд-канцлера Ірландії в 1767 – 1789 роках. На той час він уже отримав титул барона Ліффорд з Ліффорда, що в графстві Донегал в перстві Ірландії в 1768 році. Він був відомим в Ірландії політиком і суддею. Його батьком був Вільям Х’юїт (1683 – 1747), що торгував мануфактурою в Ковентрі і сам був родом з Роккліффі, Камберленд і був сином Джеймса Х’юїта та Мері Урвін. Мати І віконта Ліффорд – Ганна Льюїс. Братом І віконта Ліффорд був Вільям Х’юїт (1719 – 1781), що був генерал-губернатором Вест-Індії. Цю посаду він отримав завдяки впливу брата на уряд. Самому І віконту Ліффорд все життя докоряли за його манери «людини з малого містечка» та низьке походження. Джеймс Х’юїт – майбутній І віконт Ліффорд спочатку працював клерком адвоката. У 1742 році він став адвокатом. Швидко піднявшись через юридичну професію, його кар’єра досягла апогею, коли він став лордом-канцлером Ірландії в 1767 році, на цьому посту він перебував до своєї смерті в 1789 році. У 1768 році він був отримав титул пера Ірландії як барон Ліффорд з Ліффорда в графстві Донегал, а в 1781 році він став віконтом Ліффордом, також у ірландському перстві. Він був обраний депутатом парламенту від Ковентрі і був депутатом в 1761 – 1766 роках. Його не дуже поважали як парламентарія: його колеги-депутати скаржилися, що його промов майже не чути. Лорд Ліффорд мав репутацію «нудного, важкого юриста», невтішного, але «безпечного» депутата парламенту і людини посереднього інтелекту, який болісно усвідомлював своє досить скромне походження. Навіть уряд, який обрав його, вихваляючи його як хорошого юриста і чесну людину, сумнівався, що він має необхідну силу характеру, щоб бути ефективним лордом-канцлером Ірландії, тоді як англійські аристократи відреагували на його призначення із загальною насмішкою. Але швидко виявилося, що вони неправі: протягом двох років після свого прибуття в Ірландію лорд Ліффорд отримав найвищу оцінку як суддя. Як писав своєму другові його колега з уряду Ірландії Джон Гелі-Гатчінсон (людина, яка зазвичай погано відгукувалась про інших): «Він робить свою справу дуже вміло і швидко, і має загальне схвалення у цій країні, де він користується великою повагою і є дуже популярним персонажем, а в своїй публічній і приватній манері є найбільш гідною, чесною, доброзичливою людиною». Адвокати, які практикували в його суді, такі як Джон Філпот Карран, з любов’ю згадували «великого лорда Ліффорда» після його смерті і називали його зразком для наслідування іншим суддям. Лорд Ліффорд одружився спочатку з Мері Ріс Вільямс - дочкою преподобного Ріса Вільямса зі Стейплфорд Еботс, Ессекс, Англія -  архідиякона Кармартена. Весілля відбулось у 1749 році. З нею він мав чотирьох синів, включаючи Джеймса, його спадкоємця, і Джозефа Х’юїта (1754 – 1794), що був суддею королівської лави (Ірландія). Вона померла в 1765 році. Його другою дружиною була Амброзія Бейлі – дочка преподобного Чарльза Бейлі з Навестока і та його дружини Елізабет Бек. З нею він одружився в 1766 році: її молодість і краса викликали в Ірландії величезне захоплення. Від Амброзії він мав ще одного сина і двох дочок. Його наступником став його старший син Джеймс Х’юіт – ІІ віконт Ліффорд (1750 – 1830). Він жив у Бельведер-Хаус, Драмкорда, Ірландія. Амброзія померла в 1807 році.  
Титули успадкував його син, що став ІІ віконтом Ліффорд. Він був деканом Арми в 1796 – 1830 роках. Його онук успадкував титул і став IV віконтом Ліффорд. Він став депутатом парламенту Об’єднаного Королівства Великої Британії та Ірландії як представник Ірландії в 1856 – 1887 роках. Його молодший син успадкував титул від свого старшого брата і став VI віконтом Ліффорд. Він був капітаном Королівського флоту Великої Британії. Титул успадкував його син, що став VII віконтом Ліффорд. Він взяв участь в Англо-бурській війні, а потім в Першій світовій війні. Титул успадкував його двоюрідний брат, що став VIII віконтом Ліффорд. Він був сином його ясновельможності Джорджа Вайлдбора Х’юїта – сьомого сина IV віконта Ліффорд. 
На сьогодні титулами володіє його син, що став ІХ віконтом Ліффорд. Він успадкував титул в 1987 році.
Резиденцією віконтів Ліффорд є Філд-Хаус, що поблизу Герслі, графство Гемпшир, Англія. У старі часи резиденцією віконтів Ліффорд був Нінгласс-Хаус, що біля Странорлара, графство Донегал, Ірландія. 

## Віконти Ліффорд (1781)
- Джеймс Х’юїт (1709 – 1789) – І віконт Ліффорд
- Джеймс Х’юїт (1751 – 1830) – ІІ віконт Ліффорд
- Джеймс Х’юїт (1783 – 1855) – ІІІ віконт Ліффорд
- Джеймс Х’юїт (1811 – 1887) – IV віконт Ліффорд
- Джеймс Вілфред Х’юїт (1837 – 1913) – V віконт Ліффорд
- Арчібальд Роберт Х’юїт (1844 – 1925) – VI віконт Ліффорд
- Евелін Джеймс Х’юїт (1880 – 1954) – VII віконт Ліффорд
- Алан Вільям Вінгфілд Х’юїт (1900 – 1987) – VIII віконт Ліффорд
- Едвард Джеймс Вінгфілд Х’юїт (1949 р. н.) - IX віконт Ліффорд

Спадкоємцем титулу є син теперішнього власника титулу його ясновельможність Джеймс Томас Вінгфілд Х’юїт (1979 р. н.). Спадкоємцем спадкоємця титулу є його син Гаррі Олександр Вайлдбор Х’юїт (2010 р. н.).  